# Green Light (chanson de Lorde)
 (juin 2017).
Singles de Lorde
Magnets
(2017) Perfect Places
(2017)
Green Light est une chanson de l'artiste néo-zélandaise Lorde, issue de son deuxième album studio Melodrama. Elle est sortie en single le 2 mars 2017 sous le label Republic Records.